# رود آرگن
آرگن (به آلمانی: Argen) یک رود در آلمان است که در بادن-وورتمبرگ واقع شده‌است.